# Suga Mama
«Suga Mama» es una canción interpretada por la cantante y compositora estadounidense Beyoncé, incluida en su segundo álbum de estudio B'Day (2006). La cantante, Makeba Riddick, Chuck Middleton y Rich Harrison la compusieron, mientras que este último la produjo. Es una canción de rhythm and blues y soul, influenciada por la música funk y rock de los años 1960 y 1970, y contiene además elementos limitados del go-go de los '80. Asimismo, se construye en un ritmo de hip hop y jazz, y contiene samples de la canción «Searching for Soul», de la banda Jake Wade and the Soul Searchers, compuesta por Chuck Middleton. La letra cuenta con la protagonista dispuesta a pagar grandes cantidades de dinero para mantener satisfecho a su interés amoroso.
En términos generales, «Suga Mama» obtuvo reseñas positivas de los críticos musicales, quienes señalaron que era uno de los más destacados de B'Day, como así también elogiaron la producción de Harrison. No obstante, la voz de Beyoncé fue criticada. Aunque no fue publicado como sencillo, el tema tuvo un vídeo musical filmado en blanco y negro, y dirigido por Melina Matsoukas y Beyoncé, para el DVD B'Day Anthology Video Album. Recibió un lanzamiento limitado en los canales de música británicos. Para su promoción, la cantante la interpretó en las giras The Beyoncé Experience (2007) y I Am... World Tour (2009-10). Para el año 2013, «Suga Mama» sirvió como encore para The Mrs. Carter Show World Tour (2013).

## Concepción
Beyoncé contrató a Rich Harrison como uno de los cinco productores de B'Day y concertó para él a Sean Garrett y Rodney Jerkins para tener habitaciones individuales en los estudios Sony Music en la ciudad de Nueva York. La cantante dijo que fomentó la «sana competencia» por entrar en cada una de sus habitaciones, y comentó sobre los «grandes ritmos» que los otros estaban creando. La artista y Harrison habían colaborado anteriormente en el sencillo «Crazy in Love» (2003), que utiliza un sample destacado de música soul de una manera similar a «Suga Mama». Fox News dijo que la canción y «Freakum Dress», otra contribución de Harrison a B'Day, «no alcanza la originalidad, pero imita las secciones de percusión de Chi Lites [sic] [de «Crazy in Love»] otra vez». Agregó: «Harrison es como el Indiana Jones del soul, sacando constantemente joyas olvidadas del pasado para el sampling [...] No puedes ayudar, pero piensa: "Gracias a Dios alguien escribió música en el pasado que puede reutilizarse ahora"».

## Composición

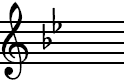
«Suga Mama» está compuesta en la tonalidad de sol menor.

«Suga Mama» es una canción de rhythm and blues y soul moderada que muestra influencias de la música funk y rock de los años 1960 y 1970. También contiene elementos limitados del go-go de los '80, y suena más parecido a la música en vivo que las grabaciones anteriores de Beyoncé. Según la partitura publicada en Musicnotes por EMI Music Publishing, «Suga Mama» está compuesta en tiempo común, en la tonalidad de sol menor, con un tempo moderado de 94 pulsaciones por minuto. El registro vocal de la cantante se extiende desde la nota baja do4 a la alta re5, mientras canta en un ritmo de hip hop y jazz. La principal instrumentación es proporcionada por la técnica slide. IGN Music señaló que «Suga Mama» se construye de un «groove arenoso estático», y Jody Rosen de Entertainment Weekly escribió que se compone de una mezcla de «fuerza bruta y [de una] síncopa hábil». Contiene samples de «Searching for Soul», de la banda Jake Wade and the Soul Searchers, que fue compuesta por Chuck Middleton.
«Suga Mama» cuenta con la protagonista ofreciendo las llaves de su casa, su auto y su tarjeta de crédito solo para mantener su interés amoroso y su buen amor en casa, presumiblemente para que pueda escuchar su colección de discos viejos de soul. Estas interpretaciones se muestran en las líneas: «It's so good to the point that I'll do anything just to keep you home / Tell me what you want me to buy, my accountant's waiting on the phone» —«Es tan bueno hasta el punto que haría cualquier cosa para mantenerte en casa / Dime lo que quieras que compre, mi contador está esperando en el teléfono»—. La mujer también ve al hombre como un objeto sexual, pidiéndole que se siente en su regazo y «quitártelo mientras observo tu actuación». Los miembros de USA Today compararon «Suga Mama» con la canción «Bills, Bills, Bills» (1999) de Destiny's Child (del cual fue miembro), y escribieron que «de necesitar a alguien para pagar sus facturas, [Beyoncé está] ahora repartiendo el dinero como una búsqueda de satisfacción [en] "Suga Mama"». Dave Donnelly de Sputnikmusic señaló que la artista canta: «I could be like a jolly rancher that you get from the corner store» —«Podría ser como un ranchero alegre que obtuviste de la tienda de la esquina»— con el mismo sentido de travesura como Christina Aguilera en «Candyman» (2007). Por otra parte, Gail Mitchell de Billboard notó que el arreglo lírico de la canción era similar al de los trabajos de Tina Turner. Una remezcla cuenta con el rapero estadounidense Consequence.

## Recepción crítica
Jim DeRogatis del Chicago Sun-Times, quien reseñó a B'Day negativamente, escribió que «Suga Mama» fue el mejor momento en el álbum, y que «debe mucho de su encanto a los ascensores de Jake Wade y los Soul Searchers». Bill Lamb de About.com la eligió como una de las cinco principales en el disco, y escribió que Beyoncé «sabe cómo cuidar bien de su hombre». Asimismo, Bernard Zuel de The Sydney Morning Herald citó a la canción como uno de los «buenos momentos» en B'Day, y sostuvo: «La elegante funk de "Suga Mama" es aplastada por la mecánica "Upgrade U" y luego pisoteada por la eventualmente irritante "Ring the Alarm"». El sitio web Slynation la elogió como su favorita del álbum, y mencionó que canciones como «Suga Mama» «hacen de B'Day un disco que definitivamente vale la pena escuchar». Chris Richards del Washington Post comentó que Rich Harrison «entrega otra vez con "Suga Mama", retorciéndose un sample clásico de los Soul Searchers, en un groove arenoso [y] dinámico. Beyoncé suena bien en casa en este... Y mientras que totalmente no eclipsa [a] "Crazy in Love", todavía es el momento excelente de B'Day». Andy Kellman de Allmusic la describió como una pista «espectacular en capas».
Eb Haynes de AllHipHop consideró a «Suga Mama» de ser una encarnación de «la mujer llevando y comprando bombas de tacón de aguja de $500». Dave Donnelly de Sputnikmusic escribió que Beyoncé es una «dulce y falsa inocente» en la canción, como las estrellas del soul de los años '60. Jody Rosen de Entertainment Weekly indicó que temas como «Suga Mama» muestran el virtuosismo de Beyoncé, y continuó: «Nadie — ni R. Kelly, ni Usher, por no decir de sus divas pop rivales — pueden coincidir con el genio de Beyoncé para arrastrar sus líneas vocales [...]». Por el contrario, Spence D. de IGN Music criticó la voz de la cantante, y escribió que «viene en la pista más baja con demasiada seriedad, ahogando los grooves funky con su penetrante [y] dramático mezzosoprano. Si fuese un alto ronco, quedarían bien los ritmos que han sido servidos para ella mucho más apropiadamente».

## Vídeo musical
El vídeo musical que acompañó a la canción fue publicado a los canales de música británica en abril de 2007. Se rodó en blanco y negro, y Melina Matsoukas y Beyoncé lo dirigieron para el DVD B'Day Anthology Video Album, publicado el mismo mes. Fue uno de los ocho vídeos rodados en las dos semanas programadas para el DVD. Comienza con la cantante sentada en una silla, vestida con ropa de hombre y fumando un cigarro. Luego se levanta y realiza un pole dance. El resto del vídeo presenta a Beyoncé bailando arriba de un cubo grande blanco, luego con las bailarinas, cuyos rostros están parcialmente ocultos, acostada en un círculo de luz y montando un toro mecánico. La artista dijo que pretendió «volverse lentamente una mujer» durante el vídeo, y añadió: «Bueno, una mujer sexy – siempre soy una mujer».
Beyoncé ensayó el pole dance por medio de dos barras de ballet, que fue cuando se decidió agregar un poste por encima de su cabeza para formar un arco. Aunque es de Texas, nunca antes había estado en el toro mecánico. No hubo problemas durante el calentamiento, pero el hombre que operó el toro durante la filmación lo programó para que vaya más rápido, lo que causó que la cantante se cayera cuando intentaba realizar trucos como levantar su pie, inclinarse hacia atrás o dar vueltas. Para reducir el tiempo de Beyoncé en el toro, la directora filmó la secuencia en doce fotogramas por segundo y cantó dos veces más rápido, pero no fue hasta las 4:00 a. m. cuando finalizaron el trabajo.

## Interpretaciones en directo

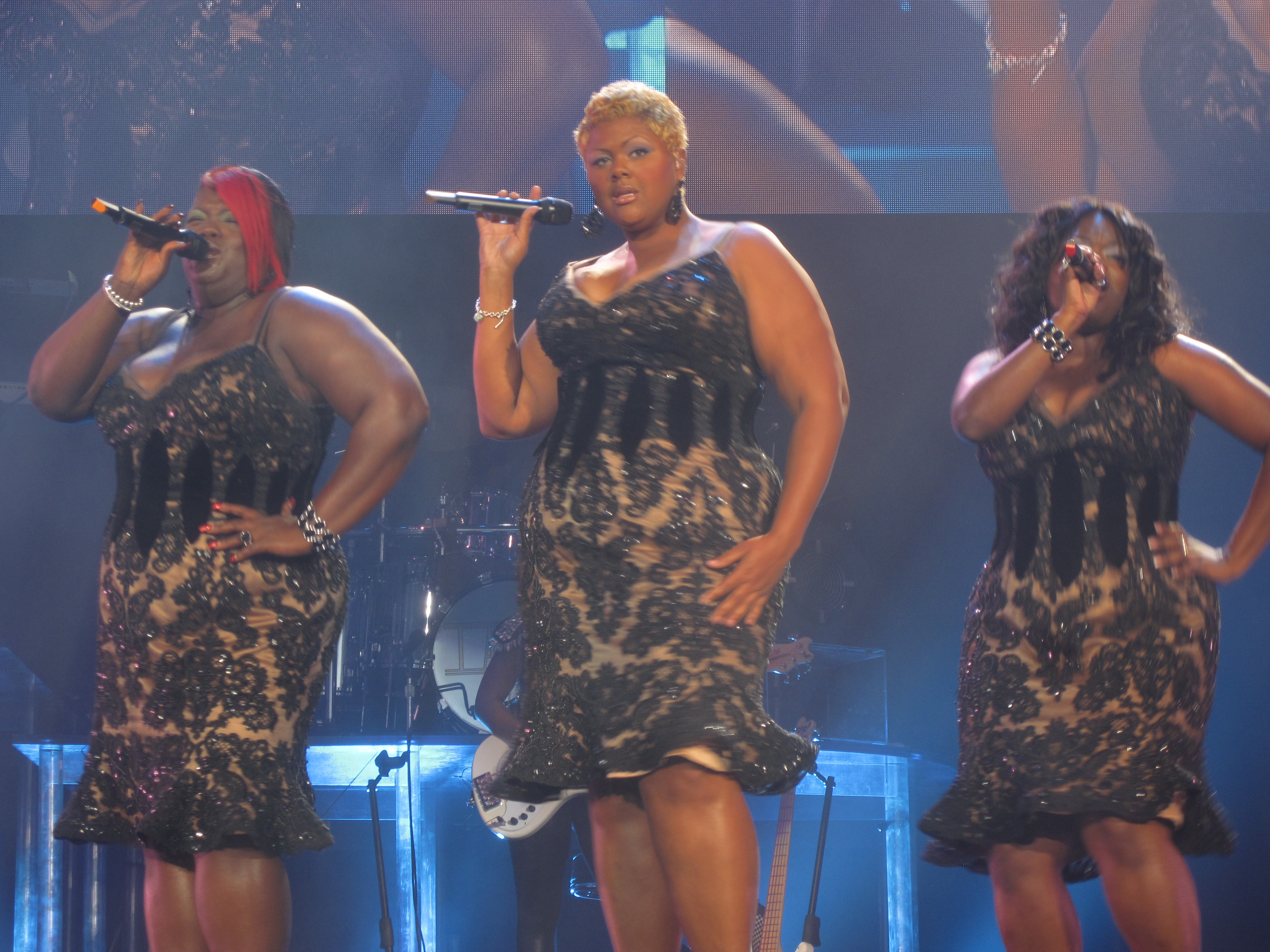
The Mamas proporcionaron coros en la gira de Beyoncé, I Am... World Tour (2009-10).

Aunque Beyoncé no interpretó «Suga Mama» en los programas de televisión, formó parte del repertorio de las giras The Beyoncé Experience (2007) y I Am... World Tour (2009-10) durante varias paradas, entre ellas Odyssey Arena en Irlanda del Norte, The O2 Arena en Londres, Atenas en Grecia y Sídney en Australia. En la primera gira, la cantante realizó segmentos de la canción, vestida con un slip translúcido y de oro y bragas de oro brillantes. La interpretó sin bailarines, pero con instrumentación en vivo y solo las coristas hacia el final de la presentación. El tema figuró en el álbum en directo The Beyoncé Experience Live (2007). Bill Friskics-Warren de The Tennessean escribió que la pista «fue incluso más sexy que en el disco».
Cuando Beyoncé la interpretó en Sunrise, Florida, el 29 de junio de 2009, llevaba un leotardo de oro brillante. Mientras cantaba, se proyectaron gráficos animados de tocadiscos, amplificadores y otros equipos de sonido por detrás de Beyoncé, los bailarines y los músicos. Por su parte, el acompañamiento instrumental consistió de dos baterías, dos teclados, percusión, una sección de vientos, tres vocalistas llamadas The Mamas y la guitarra de Bibi McGill. Por otro lado, en el año 2013, «Suga Mama», junto con «Green Light», fue usada para el encore de la gira The Mrs. Carter Show World Tour.

## Créditos y personal
- Voz: Beyoncé
- Composición: Beyoncé, Rich Harrison, Makeba Riddick y Chuck Middleton
- Producción: Rich Harrison
- Mezcla: Rich Harrison y Jason Goldstein
- Asistente de mezcla: Steve Tolle
- Grabación: Jim Caruana
- Asistente de grabación: Rob Kinelski

Fuentes: notas del álbum B'Day y Discogs.